# 沼畑金四郎
沼畑 金四郎（ぬまはた きんしろう、1895年（明治28年）5月22日 - 1970年（昭和45年）11月26日）は、日本の生活科学者である。旧姓は佐藤。

## 経歴・人物
青森県に生まれ、東京高等工業学校（現在の東京工業大学）附属の工業教員養成所に入学する。1918年（大正7年）に卒業後は、1926年（大正15年）に大妻高等女学校（現在の大妻中学校・高等学校）にて教師として活動した。その後は同学校付属の技芸学校で教鞭を執り、1933年（昭和8年）には東京女子経済専門学校（現在の新渡戸文化短期大学）の教授となり1970年（昭和45年）の定年退職および死去までその職にあたった。
またその傍らで文化女子大学（現在の文化学園大学）でも教鞭を執り、文部省家庭教科書検定調査委員や編集委員、工業技術庁日本工業標準規格調査委員等も兼任する。死去後は東京女子経済専門学校の名誉教授に認定された。

## 栄典
- 勲四等瑞宝章 - 受章年は不明[2]。

## 著書
- 『生活の化学』
- 『主婦の台所化学』
- 『電化生活のすべて』